# Aleksandr Ivanovich Sloboda
Aleksandr Ivanovich Sloboda (tiếng Belarus: Аляксандр Іванавіч Слабада; 27 tháng 8 năm 1920 – 14 tháng 11 năm 2022) là một chính trị gia Belarus. Là thành viên của Đảng Cộng sản Liên Xô, ông phục vụ trong Hội đồng Tối cao Belarus từ năm 1991 đến năm 1994.
Ông qua đời ngày 14 tháng 11 năm 2022, hưởng thọ 102 tuổi.